# Offenstetten

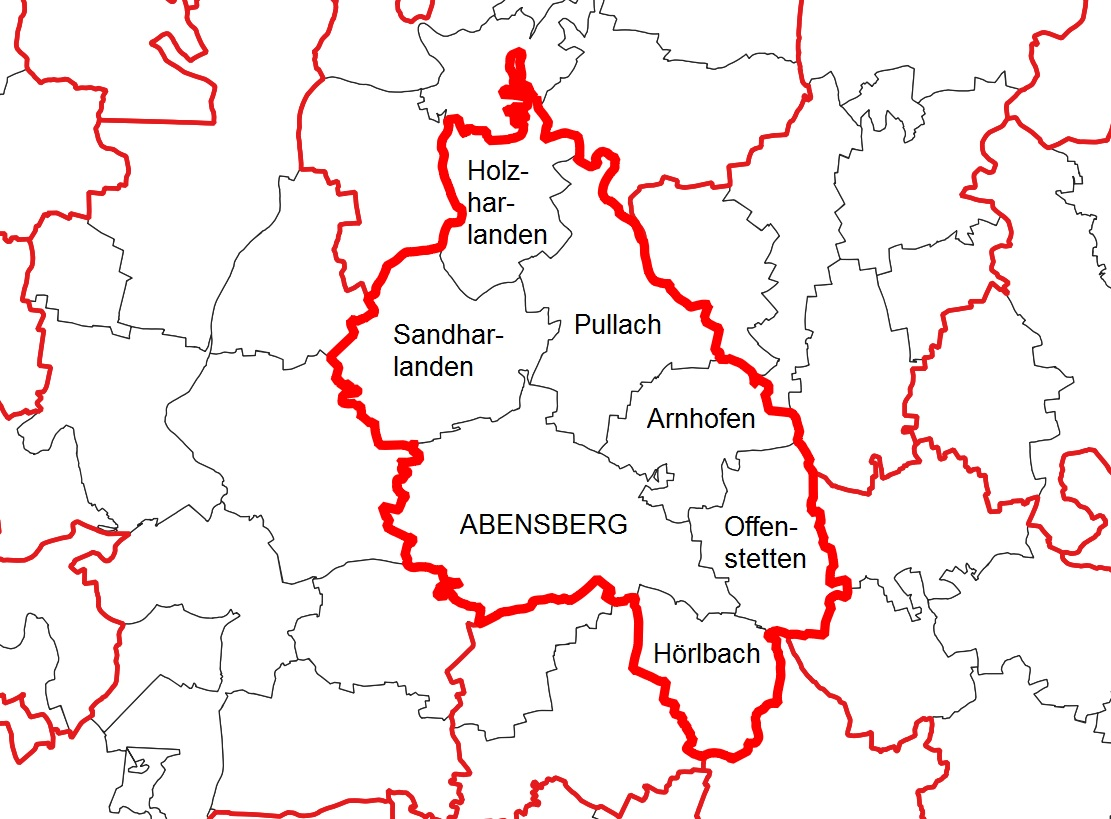
Die Gemarkung Offenstetten im Südosten der Stadt Abensberg

Das Pfarrdorf Offenstetten  ist ein Ortsteil der Stadt Abensberg im Landkreis Kelheim in Niederbayern,  und die östlichste Gemarkung im Stadtgebiet. 

## Name
Nach mündlicher Überlieferung hieß der Ort in römischer Zeit „Uvidum“ (möglich wäre auch Uvidus, dann aber mit einem Namenszusatz wie z. B. bonna, d. h. Uvidusbonna), was alles so viel wie feuchter oder nasser Ort (lat. uvidus‚ feucht, nass) bedeutet. Wenn man bedenkt, dass seit Jahrhunderten der Ort durch Gräben entwässert worden ist, muss es früher ein sehr feuchter Ort gewesen sein.
Weiter ist überliefert, dass die damaligen Bewohner das nahe römische Kastell von Eining (Abusina) mit Fischen aus angelegten oder natürlichen Weihern belieferten. Auf Ochsenkarren wurden die noch lebenden Fische in wasserdichten Fässern nach Eining transportiert. Die durch den Ort verlaufende, noch heute so genannte Ochsenstraße führt direkt zum Kastell nach Eining. Als der Ort im 7. Jahrhundert bayerisch wurde, hätten die noch immer ansässigen Kelto-Romanen den Neuankömmlingen den Ortsnamen übermittelt.
Weil von den 14 Nothelfern Vitus dem früheren Ortsnamen am ähnlichsten war, verwendeten die Offenstettener ihn als Namenspatron für ihre Kirche. Im Laufe der Jahrhunderte änderte sich der Ortsname zur heutigen Schreibweise. Im einheimischen Dialekt heißt der Ort „Owáschdeen“.
Der nördliche Ortsteil von Offenstetten heißt See. Unmittelbar südlich des Ortes gibt es Feuchtwiesen (die unmahdigen Wiesen bzw. das Moos).  Feuchtgebiete im Ort sind das Schilf (ein verlandeter Weiher) zwischen Johann-Zimmermann-Straße und Frönaustraße, der Schmiedweiher, der Allinger Weiher und westlich des Ortes der Öxlauweiher. Bezeichnend dafür ist auch das Wasserschloss von Offenstetten.

## Lage

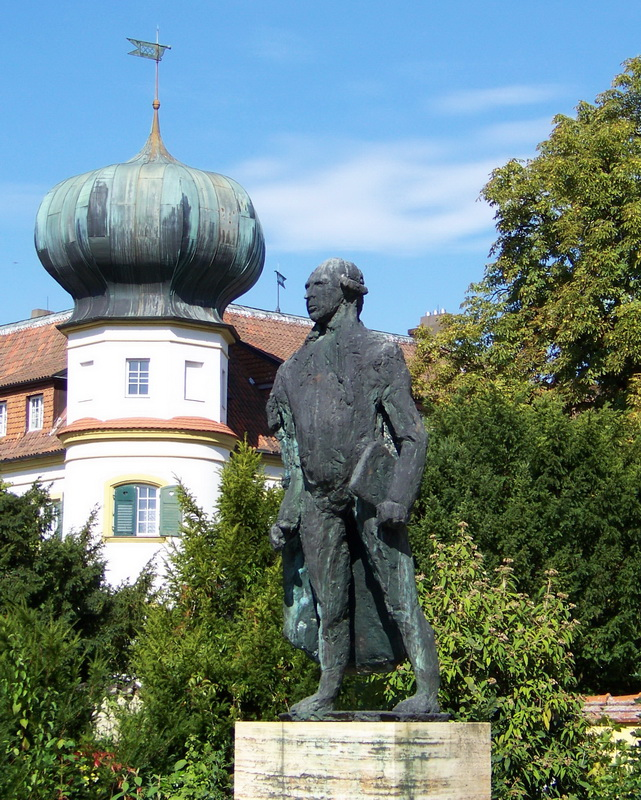
Kreittmayr-Denkmal; Bildhauer: Alexander Fischer

Der Ort liegt an den Rändern und teils auch in den Ebenen eines Sandbeckens, das von der hier einst über das Hopfenbachtal nordwärts in den Kelheimer Talkessel abfließenden eiszeitlichen Ur-Abens geschaffen wurde. Regensburg ist in östlicher Richtung etwa 35 km, Ingolstadt in westlicher 40 km entfernt. München liegt ungefähr 95 km südlich des Ortes.

## Geschichte
Der Ort war einst Sitz einer Hofmark mit Schloss, die über 400 Jahre lang die Herren von Offenstetten besaßen. Urkundlich traten sie erstmals im 11. Jahrhundert im Zusammenhang mit Schenkungen des Aribo, Herr in „Ouanstetten“, an das Kloster Weltenburg in Erscheinung. In Urkunden des Hochstifts Freising aus der Zeit von 1078 bis 1098 wird ein in Offenstetten beheimateter Ritter „Waltkun“ bzw. „Walchun“, als Zeuge erwähnt. Der letzte „Ofenstätter“ war der 1480 verstorbene Degenhart, Ritter und Pfleger zu Leonberg, dessen Erben 1497 das Schloss mit Gütern an die Gebrüder Hans und Wolfgang Preysing zu Kopfsberg verkauften.
Nach dem Ende des Dreißigjährigen Krieges, dem das Dorf und ein Großteil der Bevölkerung zum Opfer fielen, erwarb Amandus Aicher, Bürgermeister von Landshut, die weitgehend zerstörte Hofmark. Im ausgehenden 17. Jahrhundert veräußerte er sie an die Familie Froenau weiter. Georg Caspar Emmanuel von Froenau sorgte für den Wiederaufbau von Schloss und Kirche sowie die Erneuerung der Infrastruktur des Orts. Er wird daher als zweiter Gründer Offenstettens bezeichnet.
1750 gelangte der Besitz für 140 Jahre an die Familie Kreittmayr, als Maria Romana Franziska von Froenau den Staatskanzler Alois Wigileus Freiherr von Kreittmayr, den Verfasser des ersten bayerischen Gesetzbuches, heiratete. Freiherr von Kreittmayr liegt in der Familiengruft zu Offenstetten begraben. Nach verschiedenen weiteren Eigentümerwechseln erwarb 1939 Botschaftsrat Oskar Schlitter, von 1964 bis 1969 Botschafter der Bundesrepublik Deutschland in Griechenland, Schloss und Gut Offenstetten. Frau Daisy Schlitter gründete im Schloss nach Ende des Zweiten Weltkrieges zusammen mit Prälat Michael Thaller, dem Direktor der Katholischen Jugendfürsorge in Regensburg, ein Flüchtlingskinderheim, das nach der ersten amerikanischen Heiligen Cabrini-Heim, mittlerweile Cabrini-Zentrum, benannt wurde. Das Cabrini-Zentrum betreut nun Kinder, Jugendliche und Erwachsene mit einem heil- und sonderpädagogischen Förderbedarf.
Bei der Schlacht von Abensberg erstürmte am 20. April 1809 der spätere bayerische Kriegsminister Anton von Gumppenberg unter den Augen des Kronprinzen Ludwig von Bayern mit seinen Soldaten das Dorf und wurde dafür zum Ritter der französischen Ehrenlegion erhoben.
Die Gemeinde Offenstetten hatte im Jahr 1961 eine Fläche von 658 Hektar und bestand aus den Gemeindeteilen Offenstetten und See bestand. Am 1. Januar 1972 wurden die Gemeinden Bachl und Sallingberg eingegliedert. Am 1. Mai 1978 wurde die Gemeinde Offenstetten im Rahmen der Gebietsreform aufgelöst. Die Gemeindeteile Offenstetten und See wurden in die Stadt Abensberg, der überwiegende Flächenanteil mit den Orten der ehemaligen Gemeinden Bachl und Sallingberg wurde in den Markt Rohr in Niederbayern eingegliedert.

## Baudenkmäler
Siehe auch: Liste der Baudenkmäler in Offenstetten
Die katholische Pfarrkirche St. Vitus wurde von 1719 bis 1721 durch den Kelheimer Baumeister Hans Reicherstorfer im barocken Stil errichtet, nachdem die Vorgängerkirche im Dreißigjährigen Krieg stark beschädigt worden war.

## Wirtschaft und Infrastruktur
Im Ort gibt es einige Handwerksbetriebe. Seinen ursprünglichen landwirtschaftlichen Charakter hat er fast gänzlich verloren und sich zu einem beliebten Wohnort entwickelt. Offenstetten besitzt neben der Einrichtung Cabrini-Zentrum (ehemals Cabrini-Heim) eine Grundschule, ein Förderzentrum mit dem Förderschwerpunkt geistige Entwicklung (Cabrini-Schule) und einen Kindergarten. Bis 1904 gab es in der Gemeinde einen überregional bekannten Kalksteinbruch. In dessen Nähe errichtete Ende des 19. Jahrhunderts Adolf Wilhelm Keim, der Erfinder der Silikatfarben, seine erste Produktionsstätte. Offenstetten zählt ungefähr 2100 Einwohner.

## Persönlichkeiten
- Ortolf von Offenstetten († 1392), Bischof von Lavant
- Wiguläus von Kreittmayr (1705–1790), bayerischer Staatskanzler
- Daisy d’Ora (1913–2010), mit bürgerlichem Namen Daisy Schlitter, war eine deutsche Schauspielerin, Miss Germany von 1931 und Ehefrau des Botschaftsrates Oskar Hermann Artur Schlitter